# 深陷天堂
《深陷天堂》（英語：Locked Out of Heaven）是美国创作型歌手布鲁诺·马尔斯的一首歌曲，收录于他的第2张录音室专辑《火星點唱機》中，于2012年10月1日作为专辑的首波主打单曲发行。歌曲由The Smeezingtons团队（马尔斯、菲利普·勞倫斯和阿里·列維）创作，其制作则由馬克·朗森、傑夫·巴斯克、艾彌爾·海尼和The Smeezingtons全员合力完成。《深陷天堂》是一首受到新浪潮和放克影响的雷鬼摇滚歌曲，其歌词与性交时爽快的感觉相关。
《深陷天堂》获得了乐评的好评。一些乐评称赞了马尔斯音乐方向的改变，并赞扬了他演唱的“柔和”和“甜蜜”。歌曲的作曲也获得了好评，其被乐评人称为“有趣”与“音乐进化”。一些乐评指出歌曲受到了许多乐队的影响。马尔斯表示警察乐队是其创作歌曲的灵感来源之一。歌曲取得了较大的商业成功，在超过20国进入了榜单前10。歌曲在美国《告示牌》百强单曲榜蝉联6周冠军，在加拿大百强单曲榜蝉联3周冠军。《深陷天堂》是美國唱片業協會认证的6白金唱片，是全球畅销单曲之一。
歌曲的音樂錄影帶由卡梅伦·杜迪导演。录像带展示了马尔斯及其乐队成员在闲暇时参加各类活动，如吸烟、喝酒和玩游戏的场景。马尔斯多次现场表演了歌曲，其表演过的电视节目包括《週六夜現場》和《英國版X音素》。此外，歌曲是月光叢林巡迴演唱會和24K魔幻世界巡迴演唱會的表演曲目之一。在第四十八届超级碗中场表演，马尔斯也表演了这首歌曲。《深陷天堂》赢得了许多奖项，并获得了3项格莱美奖提名。许多艺人曾翻唱了本歌曲，包括利昂娜·刘易斯和巴士底樂團等。

## 曲目列表
| - 数字下载 1. "Locked Out of Heaven" – 3:53 - 宣传CD单曲 1. "Locked Out of Heaven" – 3:53 - 数字下载 – 混音 1. "Locked Out of Heaven" (Cazzette's Answering Machine Mix) – 6:41 2. "Locked Out of Heaven" (Sultan + Ned Shepherd Remix) – 6:50 3. "Locked Out of Heaven" (The M Machine Remix) – 4:02 4. "Locked Out of Heaven" (Paul Oakenfold Remix) – 5:17 | - CD单曲 1. "Locked Out of Heaven" (Album Version) – 3:53 - CD单曲 1. "Locked Out Of Heaven" (Album Version) – 3:53 2. Extras: Bruno Mars Poster / Stickers - 宣传数字下载 1. "Locked Out Of Heaven" (Major Lazer Remix) – 4:04 |  |

## 榜單
| 榜單（2012年-2013年）                | 最高 排位 |
| ------------------------------------ | --------- |
| 澳大利亚（澳大利亚唱片业协会單曲榜） | 4         |
| 奥地利（Ö3四十强单曲榜）             | 5         |
| 比利时佛兰德（Ultratop五十强单曲榜） | 4         |
| 比利时瓦隆（Ultratop五十强单曲榜）   | 3         |
| 加拿大（Canadian Hot 100）           | 1         |
| 加拿大（《告示牌》Canada AC）        | 1         |
| 加拿大（《告示牌》Canada CHR）       | 9         |
| 加拿大（《告示牌》Canada Hot AC）    | 6         |
| 哥倫比亞（國家報告）                 | 16        |
| 捷克（電台百強單曲榜）               | 5         |
| 捷克（百強數位單曲榜）               | 71        |
| 丹麥（Hitlisten单曲榜）              | 2         |
| 芬兰（芬蘭官方單曲榜）               | 11        |
| 法国（法國唱片出版業公會單曲榜）     | 3         |
| 德国（德國官方單曲榜）               | 7         |
| 匈牙利（四十强电台榜）               | 1         |
| 匈牙利（四十強單曲榜）               | 8         |
| 愛爾蘭（愛爾蘭唱片音樂協會单曲榜）   | 4         |
| 以色列（媒体森林电台榜）             | 2         |
| 意大利（意大利音乐产业联盟单曲榜）   | 3         |
| 日本（Japan Hot 100）                | 9         |
| 黎巴嫩（黎巴嫩官方二十強榜單）       | 1         |
| 盧森堡（《告示牌》）                 | 6         |
| 墨西哥（墨西哥電台榜）               | 1         |
| 墨西哥（拉丁監控）                   | 5         |
| 荷兰（荷蘭四十強單曲榜）             | 5         |
| 荷兰（百强单曲榜）                   | 10        |
| 新西兰（新西兰唱片音乐协会单曲榜）   | 4         |
| 挪威（世道單曲榜）                   | 7         |
| 波蘭（波蘭百大電台榜）               | 1         |
| 葡萄牙（《告示牌》）                 | 4         |
| 斯洛伐克（電台百強單曲榜）           | 1         |
| 斯洛伐克（百強數位單曲榜）           | 58        |
| 韓國（加翁國際榜）                   | 3         |
| 西班牙（西班牙音樂製作協會）         | 3         |
| 瑞典（瑞典最熱榜）                   | 6         |
| 瑞士（瑞士热门音乐榜）               | 8         |
| 英國（官方榜单公司單曲榜）           | 2         |
| 美国（《告示牌》百大單曲榜）         | 1         |
| 美國（《告示牌》成人當代單曲榜）     | 7         |
| 美國（《告示牌》Adult Pop Airplay）  | 2         |
| 美國（《告示牌》Dance Club Songs）   | 19        |
| 美國（《告示牌》Pop Airplay）        | 1         |
| 美國（《告示牌》Rhythmic Songs）     | 1         |
| 委內瑞拉（唱片報告百強單曲榜）       | 63        |
| 委內瑞拉（唱片報告流行搖滾榜）       | 1         |

| 榜單（2012年）                         | 排位 |
| -------------------------------------- | ---- |
| 澳大利亞（澳大利亞唱片業協會單曲榜）   | 28   |
| 比利時瓦隆尼亞（Ultratop五十強單曲榜） | 73   |
| 德國（媒體控制榜）                     | 64   |
| 匈牙利（四十強電台榜）                 | 49   |
| 紐西蘭（紐西蘭唱片音樂協會）           | 48   |
| 英國（官方榜單公司單曲榜）             | 33   |

| 榜單（2013年）                       | 排位 |
| ------------------------------------ | ---- |
| 澳大利亞（澳大利亞唱片業協會單曲榜） | 60   |
| 加拿大（加拿大百強單曲榜）           | 11   |
| 德國（媒體控制榜）                   | 90   |
| 匈牙利（四十強電台榜）               | 10   |
| 日本（日本熱門100金曲榜）            | 31   |
| 紐西蘭（紐西蘭唱片音樂協會）         | 47   |
| 西班牙（西班牙音樂製作協會）         | 14   |
| 瑞典（瑞典最熱榜）                   | 28   |
| 瑞士（瑞士熱門音樂榜）               | 47   |
| 美國（《告示牌》百強單曲榜）         | 11   |
| 美國（《告示牌》主流四十強單曲榜）   | 2    |
| 美國（《告示牌》當代成人單曲榜）     | 20   |
| 美國（《告示牌》成人四十強單曲榜）   | 12   |

## 銷售認證
| 地區                                  | 认证    | 认证单位/销量 |
| ------------------------------------- | ------- | ------------- |
| 澳大利亚（澳大利亚唱片业协会）        | 5× 白金 | 350,000^      |
| 奥地利（國際唱片業協會奧地利分會）    | 金      | 15,000*       |
| 比利时（比利時唱片音樂協會）          | 金      | 15,000*       |
| 加拿大（加拿大音乐协会）              | 5× 白金 | 0*            |
| 丹麦（國際唱片業協會丹麥分會）        | 金      | 15,000^       |
| 法国（法國唱片出版業公會）            | 白金    | 150,000*      |
| 德国（聯邦音樂產業協會）              | 白金    | 300,000^      |
| 意大利（意大利音乐产业联盟）          | 3× 白金 | 90,000*       |
| 日本（日本唱片協會）                  | 金      | 0^            |
| 瑞典（瑞典唱片業協會）                | 3× 白金 | 120,000‡      |
| 瑞士（國際唱片業協會瑞士分会）        | 白金    | 30,000^       |
| 新西兰（新西兰唱片音乐协会）          | 2× 白金 | 30,000*       |
| 英国（英国唱片业协会）                | 白金    | 852,000^      |
| 美国（美國唱片業協會）                | 6× 白金 | 6,000,000‡    |
| 委內瑞拉（委內瑞拉音像製品協會）      | 4× 白金 | 40,000^       |
| 流媒體                                |         |               |
| 丹麦（國際唱片業協會丹麥分會）        | 2× 白金 | 3,600,000^    |
| 西班牙（西班牙音樂製作協會）          | 2× 白金 | 8,000,000*    |
| *僅含認證的實際銷量 ^僅含認證的出貨量 |         |               |

## 發行歷史
| 國家   | 日期           | 形式     | 廠牌                |
| ------ | -------------- | -------- | ------------------- |
| 美國   | 2012年10月1日  | 主流電台 | 大西洋 華納音樂集團 |
| 意大利 | 2012年10月2日  | 主流電台 | 大西洋 華納音樂集團 |
| 美國   | 2012年10月25日 | 節奏電台 | 大西洋              |
| 德國   | 2012年10月3日  | 數位下載 | 大西洋 華納音樂集團 |
| 德國   | 2012年11月2日  | CD單曲   | 大西洋 華納音樂集團 |
| 波蘭   | 2012年11月5日  | CD單曲   | 大西洋 華納音樂集團 |
| 英國   | 2012年11月11日 | 數位下載 | 大西洋              |
| 日本   | 2012年11月21日 | CD單曲   | 大西洋 華納音樂集團 |
| 英國   | 2013年1月21日  | CD單曲   | 大西洋              |